# 1262
El 1262 (MCCLXII) fou un any comú iniciat en diumenge de l'edat mitjana.

## Esdeveniments
- Presa de Cadis pel Regne de Castella[1]
- Dissolució de la Taifa de Niebla
- Mindaugas renuncia al cristianisme
- Els mongols saquegen Mossul[2]
- Elisabet d'Aragó i d'Hongria es casa amb el futur rei de França

## Naixements
- Ladislau IV d'Hongria

## Necrològiques
- Maria Guillén de Guzmán
- Beatriu II d'Este